# Bo convertible
Un Bo / Obligació convertible és un bo que s'emet amb l'opció que el subscriptor pugui canviar-lo per accions de l'empresa, o un altre tipus de bons de l'emissor, la qual cosa facilita la seva col·locació al mercat. Aquesta conversió de les obligacions en accions serà rendible efectuar quan el benefici dels dividends siguin superiors als del cupó, o bé perquè es desitgi dotar d'una major liquiditat a l'actiu en tant que l'obligació, ja convertida en acció, sigui cotitzable en un mercat secundari. Per fer aquesta conversió s'han d'especificar els següents aspectes:
- Data de conversió
- Valoració de l'obligació (sol ser del 100% més el cupó corregut)
- Nombre d'accions a convertir
- Valoració de les accions, que poden ser a preu fix o a preu fixat segons la seva cotització.

## Relació de conversió
Per calcular la relació de conversió s'ha de dividir el preu de l'acció entre el preu de l'obligació.

## Avantatges
Per l'emissor
- Menor cost financer
- Ampliació del capital de l'empresa, ja que part del deute (obligacions) es converteix en capital (accions)

Pel subscriptor
- Menor risc
- Opció d'obtenir una major rendibilitat si es té perspectives d'una pujada de valor de les accions
- Possibilitat de dotar a l'actiu de liquiditat immediata si l'acció (actiu convertit) cotitza en un mercat secundari.

## Tipus de bons convertibles
Hi ha moltes variacions de l'estructura bàsica d'un bo convertible. Alguns d'aquests poden són:
- Bons convertibles vainilla són bons convertibles vainilla —simples—, que es poden convertir en accions a una taxa predeterminada. Poden o no poden ser redimibles per l'emissor abans de la data de venciment final subjecte a certes condicions.
- Bons convertibles contingents (co-co) només permeten a l'inversor convertir-los en accions si es produeix una contingència —esdeveniment.